# Suffian Rahman
Suffian Rahman (Malaca, Malasia, 23 de febrero de 1978-Kuala Terengganu, Malasia, 17 de agosto de 2019) fue un futbolista de Malasia que jugó en la posición de guardameta.

## Carrera

### Club
| Periodo   | Club               | Apariciones | Goles |
| --------- | ------------------ | ----------- | ----- |
| 1999–2005 | Negeri Sembilan FA | 95          | 0     |
| 2005–2007 | Melaka Telekom     | 32          | 0     |
| 2007–2008 | Selangor FA        | 35          | 2     |
| 2009      | Kuala Muda Naza FC | 14          | 0     |
| 2010      | Sarawak FA         | 10          | 0     |
| 2011      | Pahang FA          | 18          | 0     |
| 2012      | Felda United       | 27          | 0     |
| 2013–2015 | Sime Darby FC      | 18          | 0     |
| 2016      | Felda United       | 1           | 0     |
| 2017–2019 | Terengganu FA      | 51          | 0     |

### Selección nacional
Jugó para Malasia en una ocasión en 2007 y participó en la Copa Asiática 2007.

## Logros
- Liga Premier de Malasia (2): 2005, 2005-06

## Muerte
Suffian murió el 17 de agosto de 2019 luego de estar hospitalizado por dos semanas luego de sufrir un ataque cardíaco.